# Pałac Ogińskich w Płungianach

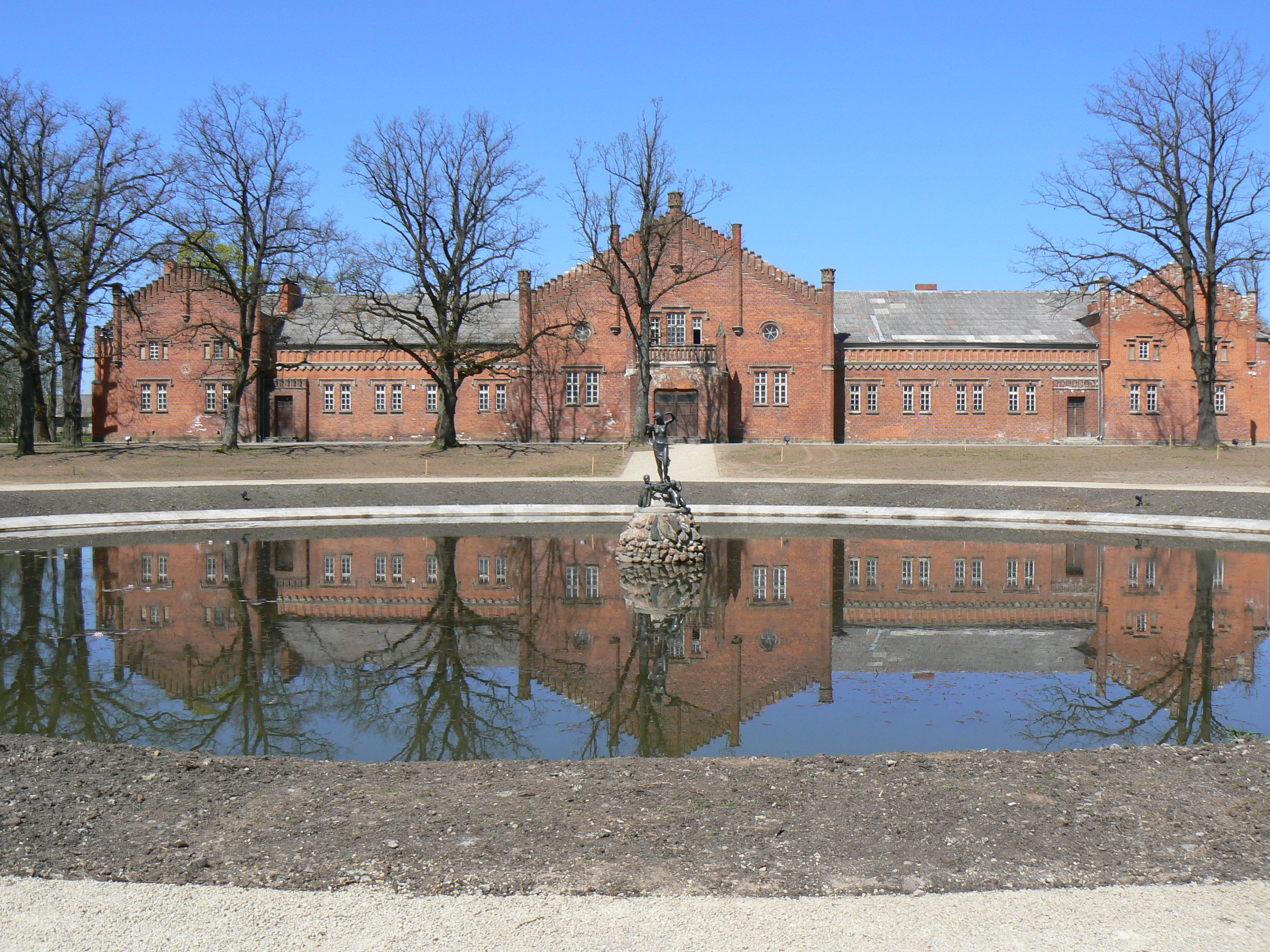
Budynek stajni

Pałac Ogińskich (lit. Oginskių rūmai Plungėje) – neorenesansowy pałac zbudowany w 1879 w Płungianach przez rodzinę Ogińskich, obecnie mieści Muzeum Sztuki Żmudzkiej. 

## Historia
Budynek powstał na zlecenie ks. Michała Ogińskiego. Jego projekt sporządził Karol Lorenz lub Friedrich August Stüler. W 1921 w pałacu umieszczono szkołę rolniczą, która w 1934 przeniosła się do sąsiednich Plinksz. Od tego czasu gmach był użytkowany przez wojsko litewskie. Po II wojnie światowej budynek objęło w posiadanie technikum budowlane. W niepodległej Litwie pałac przekształcono w siedzibę Muzeum Sztuki Żmudzkiej (Žemaičių dailės muziejus), które mieści do dzisiaj. 
Pałac jest jednopiętrowym budynkiem zbudowanym na planie prostokąta. Na jego tyłach znajduje się dziedziniec z okrągłym basenem i fontanną. Obok budynku zbudowano neogotycką stajnię oraz dwie negogotyckie oficyny. Jedna z nich mieściła służbę pałacową, w drugiej w latach 1873–1902 ulokowana była szkoła muzyczna, w której nauki pobierał m.in. Mikalojus Konstantinas Čiurlionis (1889–1902). Pałac otacza park krajobrazowy z końca XVIII wieku rozlokowany nad Bobrugą, w którym znajduje się oranżeria będąca kopią florenckiego Pałacu Vecchio. 
Po II wojnie światowej wystrój wnętrz pałacu nie ocalał. 